# Город вина
«Город вина́» (фр. La Cité du Vin) — экспозиционное пространство в Бордо, посвящённое истории и экономике города, тесно связанных с этим напитком, а также виноделию, виноторговле и культуре потребления вина в целом. 
Музей расположен в старом индустриальном квартале на берегу реки Гаронны, на месте бывших ангаров, которые в эпоху процветания порта Бордо служили для складирования бочек и бутылок с вином для отправки их по всему миру. Футуристическое здание в форме декантера создано по проекту архитекторов Anouk Legendre и Nicholas Desmazières из бюро XTU Agency. 
Музей был открыт для публики в июне 2016 года. На его создание ушло семь лет; по данным агентства Bloomberg инвестиции в проект составили 81 млн $.
Постоянная экспозиция музея — интерактивная. В конце визита посетителям предлагается небольшая дегустация, включённая в стоимость билета. 
Кроме выставочного пространства для постоянных и временных экспозиций, в музее функционируют двухэтажный винный бар, зрительный зал на 250 мест для различных мастер-классов и кинопоказов, сувенирный магазин. Верхний этаж отдан под большой дегустационный зал, откуда открывается вид на город и окрестности. В нижнем, подземном этаже расположен винный магазин, в котором широко представлены не только вина Франции, но и продукция со всего мира.  
В первый год со дня открытия музея 74 % его посетителей составили французы; среди иностранцев большинство составили англичане.

Купол здания
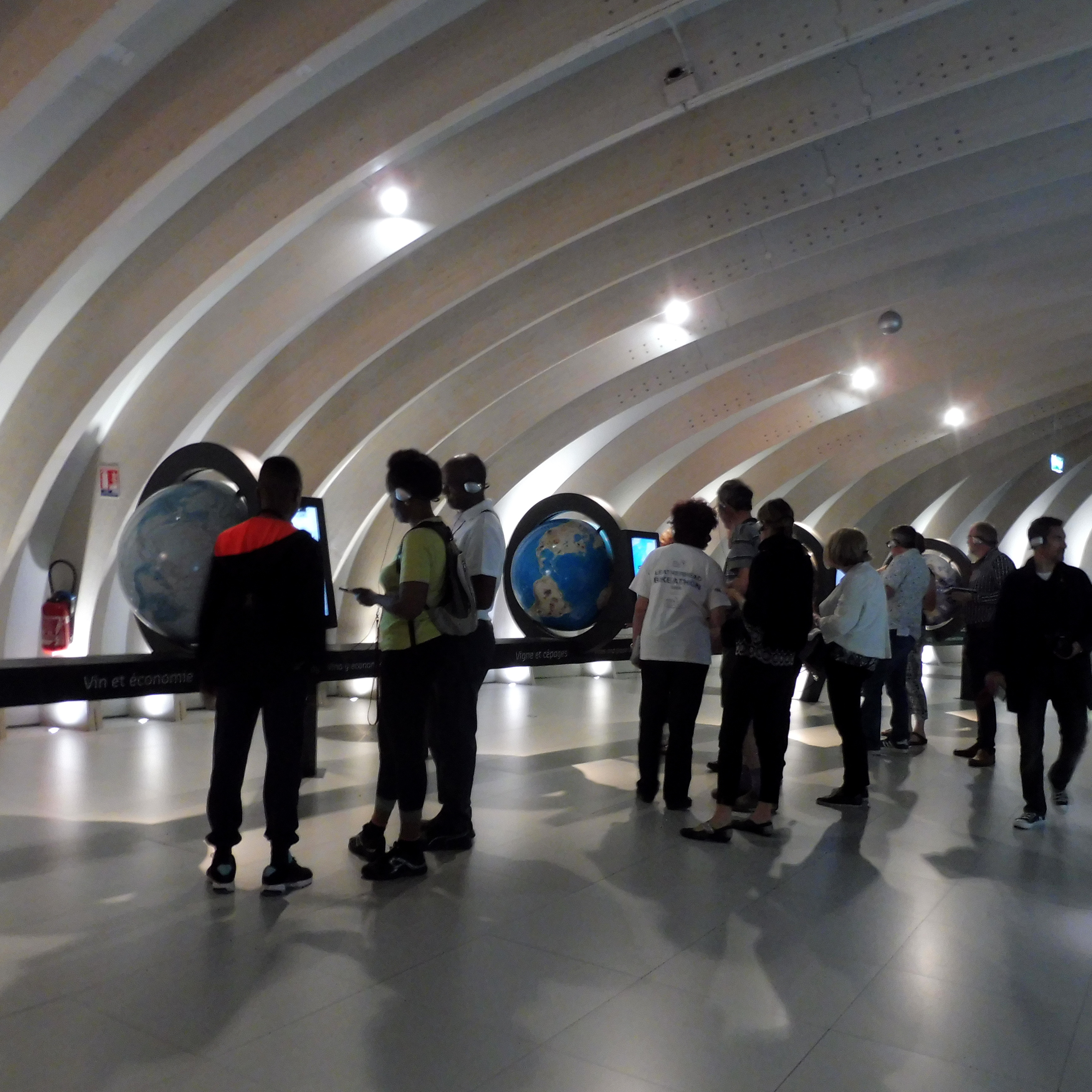
Один из залов постоянной экспозиции
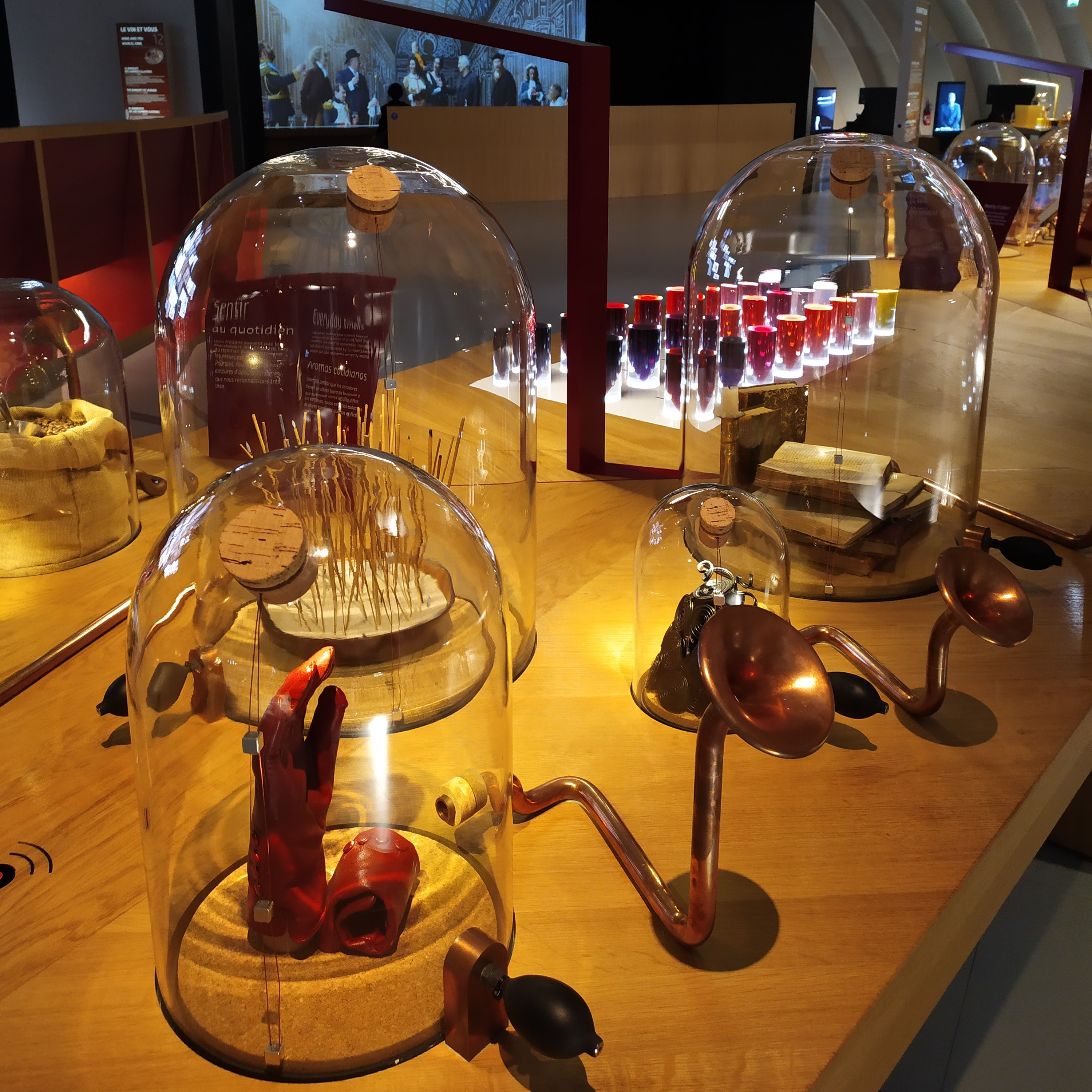
Тестирование пяти запахов
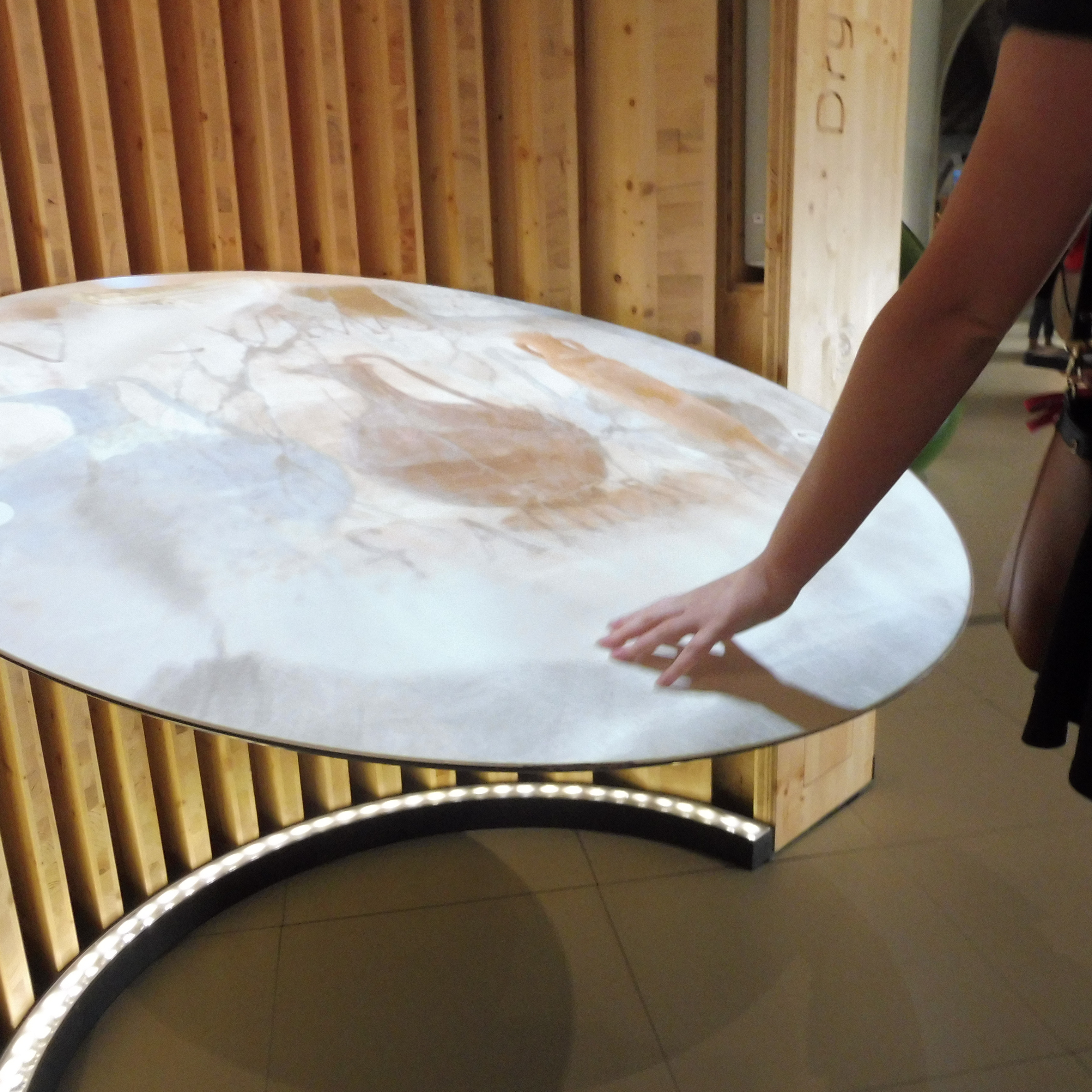
Фрагмент постоянной экспозиции